# مارسل اندریانیچ
مارسل اندریانیچ (انگلیسی: Marcel Andrijanić؛ زادهٔ ۲۱ اکتبر ۱۹۹۲) بازیکن فوتبال اهل آلمان است.
از باشگاه‌هایی که در آن بازی کرده‌است می‌توان به باشگاه فوتبال سن پائولی اشاره کرد.